# Cully (Vaud)
Cully és un municipi de Suïssa del cantó de Vaud, cap del districte de Lavaux-Oron.

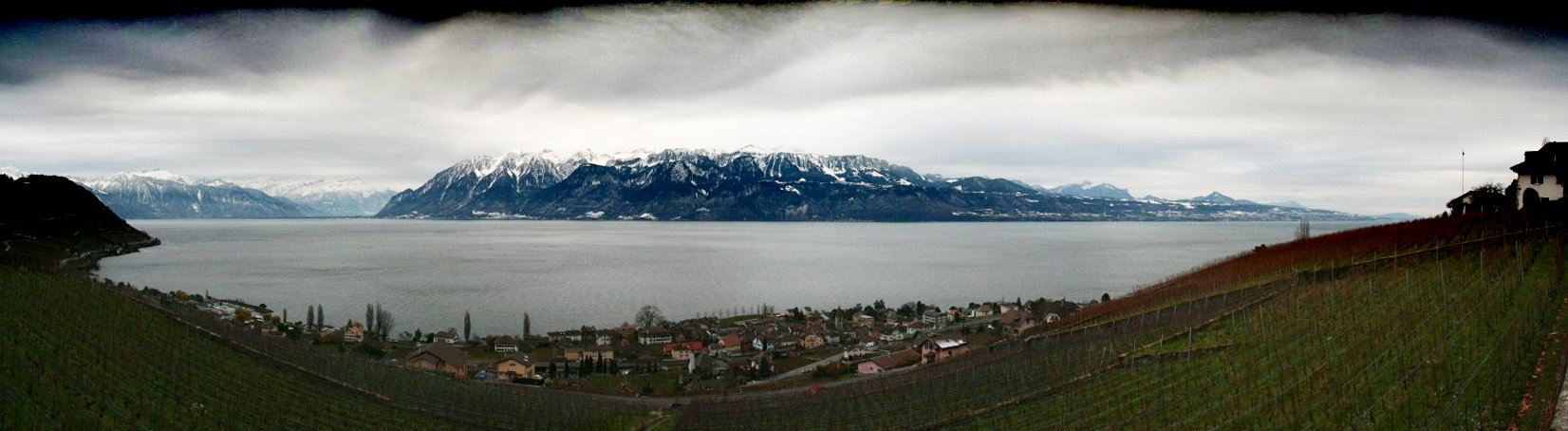
Vista de Cully i del llac Léman (novembre 2008)